# Kathleen Kennedy
Kathleen Kennedy (født 5. juni 1953 i Berkeley, Californien) er en amerikansk filmproducer som er blevet nomineret til Academy Award fem gange.
Hun har arbejdet som producent på flere forskellige film, specielt i samarbejde med Steven Spielberg og hendes mand Frank Marshall. Hun er nok mest kendt som producer på film som Jurassic Park og E.T. the Extra-Terrestrial.
I 2015 producerede hun storfilmen Star Wars: The Force Awakens, og i 2017 producerede hun Star Wars: The Last Jedi.

## Filmografi

### Film
Executive producer
- Gremlins (1984)
- Young Sherlock Holmes (1985)
- Back to the Future (1985)
- The Goonies (1985)
- Fandango (1985)
- An American Tail (1986)
- Batteries Not Included (1987)
- Who Framed Roger Rabbit (1988)
- Back to the Future Part II (1989)
- Dad (1989)
- Tummy Trouble (1989)
- Gremlins 2: The New Batch (1990)
- Roller Coaster Rabbit (1990)
- Back to the Future Part III (1990)
- Joe Versus the Volcano (1990)
- An American Tail: Fievel Goes West (1991)
- Cape Fear (1991)
- A Brief History of Time (1991) (uncredited)
- Noises Off (1992)
- Schindler's List (1993)
- We're Back! A Dinosaur's Story (1993)
- A Dangerous Woman (1993)
- A Far Off Place (1993)
- Trail Mix-Up (1993)
- The Flintstones (1994)
- Balto (1995)
- The Best of Roger Rabbit (1996)
- The Lost World: Jurassic Park (1997)
- Olympic Glory (1999)
- Signs (2002)
- The Young Black Stallion (2003)
- Indiana Jones and the Kingdom of the Crystal Skull (2008)
- The Last Airbender (2010)
- The Secret World of Arrietty (2012) (U.S. version)
- The BFG (2016)
- The Girl on the Train (2016)

Producer
- E.T. the Extra-Terrestrial (1982)
- The Color Purple (1985)
- The Money Pit (1986)
- Empire of the Sun (1987)
- Always (1989)
- Arachnophobia (1990)
- Hook (1991)
- Jurassic Park (1993)
- Alive (1993)
- Milk Money (1994)
- The Indian in the Cupboard (1995)
- Congo (1995)
- The Bridges of Madison County (1995)
- Twister (1996)
- A Map of the World (1999)
- Snow Falling on Cedars (1999)
- The Sixth Sense (1999)
- Jurassic Park III (2001)
- A.I. Artificial Intelligence (2001)
- Seabiscuit (2003)
- München (2005)
- War of the Worlds (2005)
- The Diving Bell and the Butterfly (2007)
- The Curious Case of Benjamin Button (2008)
- Hereafter (2010)
- [[REDIRECT Tintin: Enhjørningens hemmelighed]] (2011)
- War Horse (2011)
- Lincoln (2012)
- Star Wars: The Force Awakens (2015)
- Rogue One: A Star Wars Story (2016)
- Star Wars: The Last Jedi (2017)
- Solo: A Star Wars Story (2018)
- Star Wars: The Rise of Skywalker (2019)
- Indiana Jones and the Dial of Destiny (2023)
- The Mandalorian & Grogu (2026)

Associate producer
- Raiders of the Lost Ark (1981) (associate til Steven Spielberg)
- Poltergeist (1982)
- Twilight Zone: The Movie (1983) (Segment "Time Out")
- Indiana Jones and the Temple of Doom (1984)
- The China Odyssey: 'Empire of the Sun', film af Steven Spielberg (1987)
- Indiana Jones and the Last Crusade (1989)
- Persepolis (2007)

Co-executive producer
- Innerspace (1987)
- The Land Before Time (1988)

Co-producer
- Ponyo (2009) (U.S. version)

### Tv
Producer
- The Mandalorian (2019–nu)
- The Book of Boba Fett (2021–2022)
- Obi-Wan Kenobi (2022)
- Light & Magic (2022)
- Andor (2022–nu)
- Willow (2022)
- Ahsoka (2023–nu)
- The Acolyte (2024)
- Skeleton Crew (2024)

Executive producer
- A Wish for Wings That Work (1991) (tv-kortfilm)
- The Sports Pages (2001) (tv-film)